# Hemiprocne mystacea
El vencejo arborícola bigotudo o vencejo del bosque bigotudo (Hemiprocne mystacea) es una especie de ave apodiforme de la familia Hemiprocnidae que vive en Melanesia y sus inmediaciones.

## Distribución y hábitat
Se encuentra las selvas de tierras bajas de Nueva Guinea, las Molucas, las islas Bismarck y las Salomón.